# Gislaved
Gislaved ( ouça a pronúncia) é uma cidade do sul da Suécia, na província da Småland.
É a sede do município de Gislaved, pertencente ao condado de Jönköping.
Tem uma área de 6,93 km² e uma população de 10 319 habitantes (2018).
Está situada na margem do rio Nissan, junto ao cruzamento das estradas nacionais 26 e 27.

## Etimologia e uso
O nome geográfico Gislaved deriva das palavras antigas Gisle (um nome masculino) e vidher (floresta).
O termo está mencionada como Gislawith, em 1434, referindo um moinho da região.